# نمایشگاه کتاب فرانکفورت

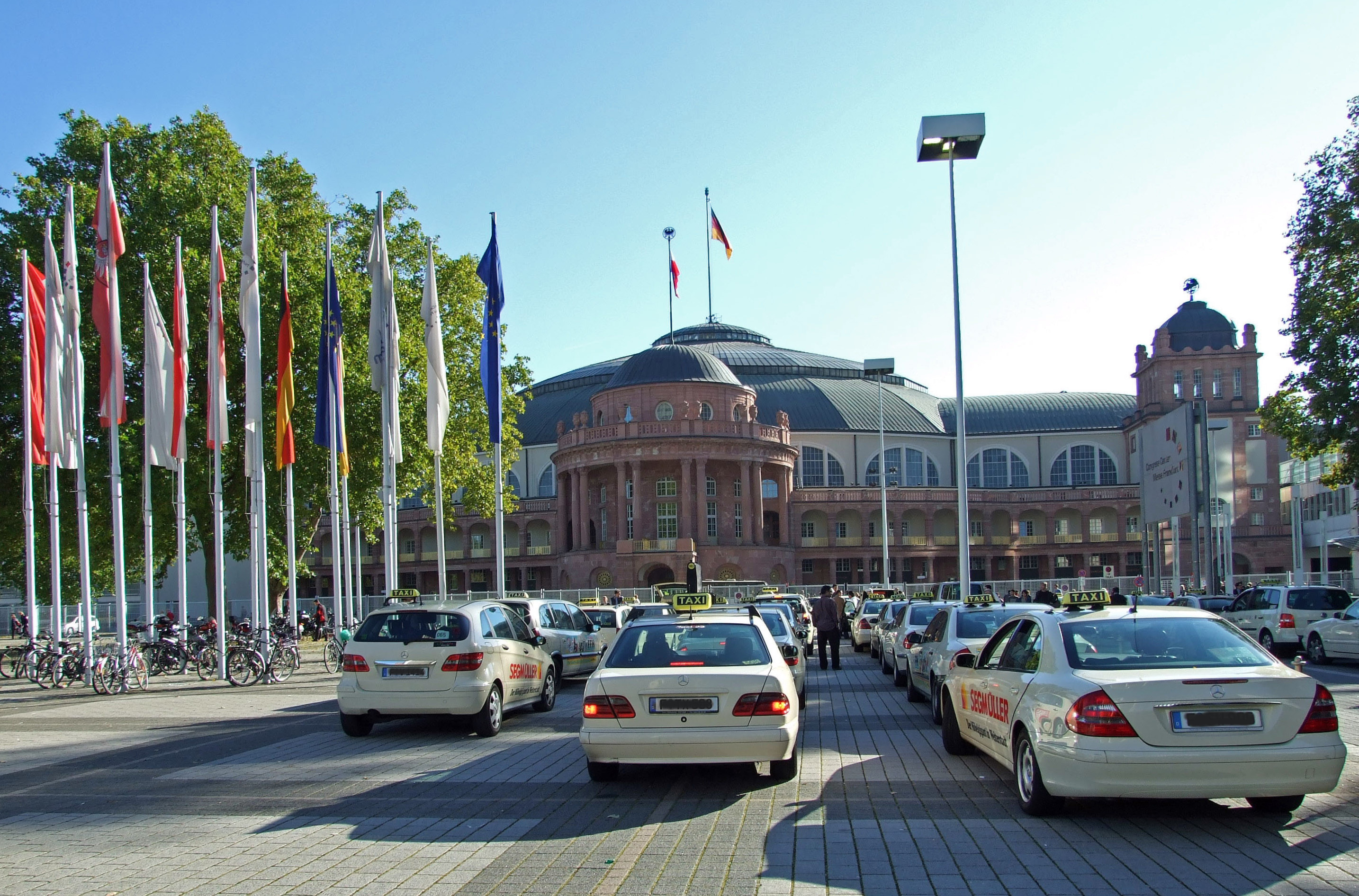
نمای جلویی

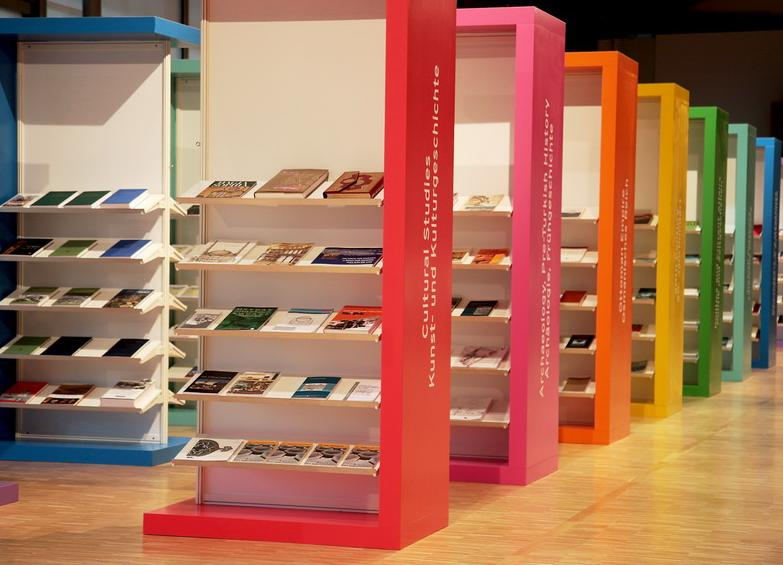
سالن اصلی نمایشگاه

نمایشگاه کتاب فرانکفورت (به آلمانی: Frankfurter Buchmesse) از لحاظ تعداد ناشران و بازدیدکنندگان بزرگترین نمایشگاه کتاب دنیا محسوب می‌شود.
این نمایشگاه ۵ روزه، در اواسط اکتبر هر سال در نمایشگاه تجارت فرانکفورت در آلمان برگزار می‌شود. ۳ روز اول آن به بازدیدکنندگان تجاری (متخصصان صنعت چاپ و نشر) اختصاص دارد و ۲ روز آخر آن به روی بازدیدکنندگان عام گشوده می‌شود. همه ساله نویسندگان، نمایندگان عرصهٔ نشر و شرکت‌های چندرسانه‌ای از سراسر جهان به منظور مذاکره و تعامل جهت دست یافتن به حقوق نشر و مجوز انتشار بین‌المللی آثارشان، عرضه و تبلیغ آثار و یافتن بازارهای جهانی، آشنایی با ناشران و عقد قراردادهای تازه در نمایشگاه کتاب فرانکفورت حضور می‌یابند. هم‌چنین هر ساله در این نمایشگاه، یک کشور به عنوان مهمان ویژه شرکت می‌کند و می‌تواند بخش‌های گوناگون ادبیاتش با بهره‌گیری از فضای نشر خاص معرفی می‌کند.
در طول مدت برگزاری، نزدیک ۷٬۰۰۰ ناشر از ۱۰۰ کشور در این نمایشگاه شرکت می‌کنند و حدوداً ۲۸۶٬۰۰۰ نفر از این نمایشگاه بازدید می‌کنند. نمایشگاه فرانکفورت که از سال ۱۹۴۹ برگزار می‌شود به دلیل میزان بالای تبادلات و معاملات (تجارت نشر) یکی از مهم‌ترین نمایشگاه‌های کتاب است.